# Neues Königreich von Granada

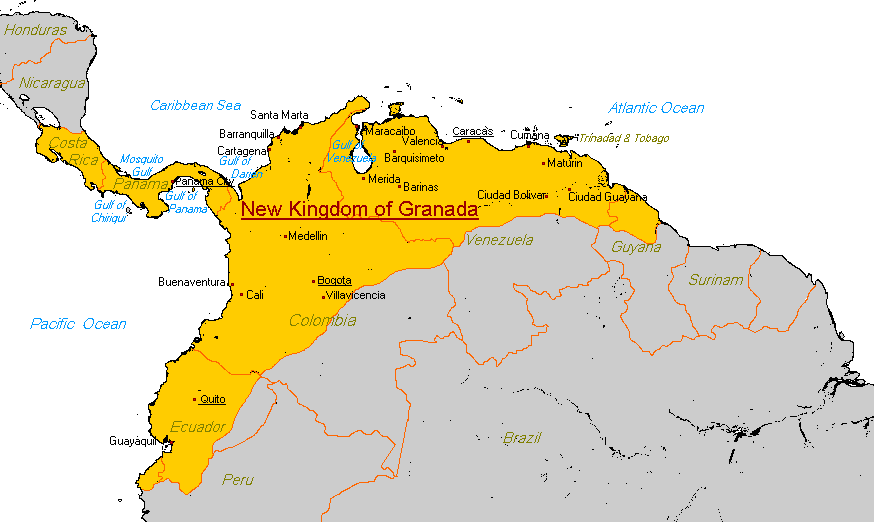
Ausdehnung des Neuen Königreichs von Granada um 1700

Das Neue Königreich von Granada (spanisch Nuevo Reino de Granada) war eine Verwaltungseinheit des spanischen Kolonialreiches in Südamerika. Das Gebiet umfasste ungefähr die heutige Fläche von Kolumbien. Das Königreich bestand von 1549 bis 1717 und wurde vom Präsidenten der Real Audiencia von Santa Fé de Bogotá geleitet.
Nach der Eroberung des Landesinneren durch die Spanier ab 1536 gründeten die Konquistadoren 1538 die Stadt Santa Fé (das heutige Bogotá) und nannten das Gebiet Nuevo Reino de Granada, nach dem Königreich Granada (Krone Kastilien), das 45 Jahre zuvor als letzte Provinz im Zuge der Reconquista von den Mauren zurückerobert worden war.
König Karl V. sprach das Land 1540 dem Eroberer Sebastián de Belalcázar zu und stellte es unter die Verwaltungshoheit des Vizekönigreichs Peru. Da die Wege für eine praktische Verwaltung von Lima aus zu weit waren, richteten die Spanier 1549 eine eigene Real Audiencia in Bogotá ein, deren Wirkungskreis dem „Neuen Königreich“ entsprach. Die Präsidenten der Real Audiencia sollten zugleich die Generalkapitäne von Neu-Granada sein.
Im Rahmen der Reformen der Bourbonen ging das Gebiet 1717 im Vizekönigreich Neugranada auf, das bis zur Unabhängigkeit der südamerikanischen Staaten Bestand hatte.